# Agey
Agey est une commune française située dans le département de la Côte-d'Or, en région Bourgogne-Franche-Comté.

## Géographie

### Situation, description
Agey est à environ 20 kilomètres (à vol d'oiseau) à l'ouest de Dijon. Le vieux village s'étend le long de la D 108 entre Sainte-Marie-sur-Ouche (2,5 km au nord-est) et Remilly-en-Montagne (2,5 km au nord-ouest), ancienne voie romaine de Mâlain à Sainte-Sabine. Il longe la rive gauche (côté nord) de la Sirène, affluent de l'Ouche et qui coule d'ouest en est. Il est à environ 340 à 350 m d'altitude et est bordé de reliefs calcaires moyens.
La forêt et les bois occupent une surface importante de la commune. Les terres sont caillouteuses et moins bonnes que dans l'Auxois, la vallée de l'Ouche ou la plaine de Saône voisines.

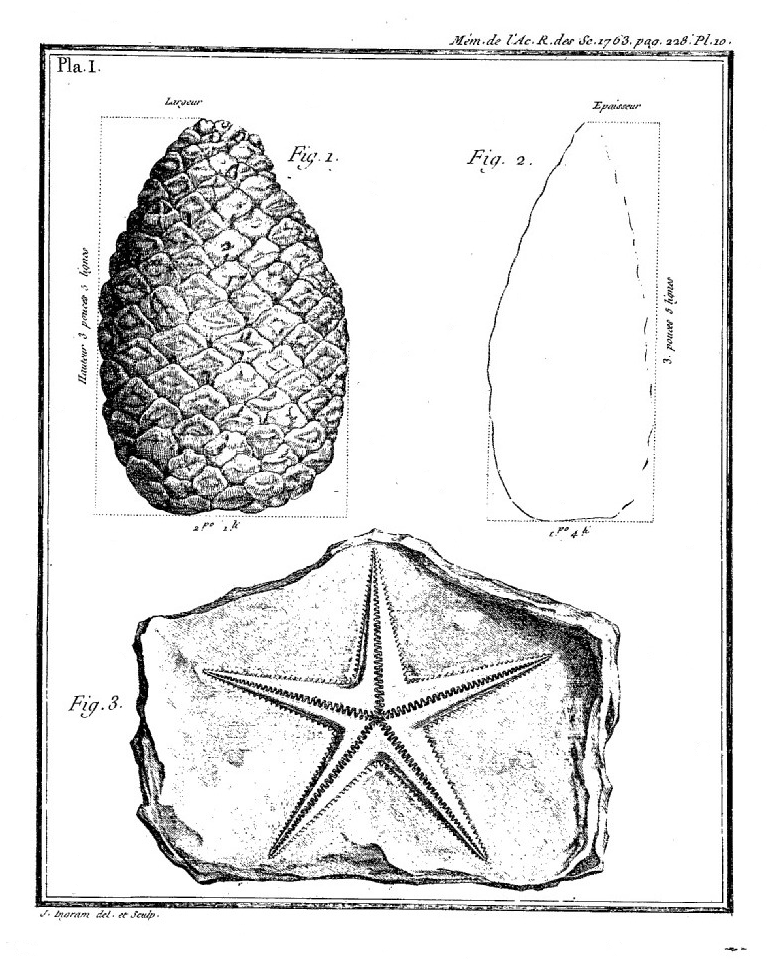
L'étoile de mer du cabinet d'histoire naturelle (la pomme de pin est du cabinet du naturaliste Moll).

### Géologie
La commune est sur un rebord de fossé d'effondrement, recouvert de terrains calcaires. Le sol ressemble à celui des Hautes Côtes, entre Saône et Ouche.
Le socle de grès et granite qui affleure à Remilly-en-Montagne est proche de la surface sous le vallon de la Sirène puis s'enfonce vers l'est.
Jean-Étienne Guettard, dans le compte rendu de visite du cabinet d'histoire naturelle du château d'Agey : « Ce rare fossile a été trouvé dans les carrières de Molesme. C'est une étoile de mer conservée dans le milieu d'un morceau de pierre calcaire cendrée, qui s'est si heureusement cassé en deux parties, que l'étoile est en relief sur une de ces parties et en creux sur l'autre ; cette étoile est à  cinq rayons bien entiers et bien étendus ; in y distingue facilement les parties écailleuses… la bouche… est très distincte…. On y trouve une pierre dite marbre de Bourgogne, composé essentiellement d'oolites d'un gris terreux ayant des coquilles de madrèpores, ainsi que du marbre oolite d'un jaune terreux, avec des points blancs et des lignes blanches dues à des portions de pierres étoilées de griffes de palmier marin et d'entroques ».

### Hydrographie
Agey est traversée par la Sirène, ruisseau affluent de l'Ouche qui prend sa source à Sombernon au pied du seuil de Bourgogne. La partie haute du bassin de la Sirène est un large cirque de terrains peu perméables. Cette configuration provoque une montée des eaux rapide du ruisseau lors de pluies intenses. Le vallon resserré entre Remilly en Montagne et Agey  a des sources sur ses deux versants à cause de la présence des terrains imperméables à une faible profondeur.

### Communes limitrophes
|                     | Mesmont          | Prâlon                 |
| Remilly-en-Montagne | Agey             | Sainte-Marie-sur-Ouche |
| Barbirey-sur-Ouche  | Gissey-sur-Ouche |                        |

### Climat
Pour des articles plus généraux, voir Climat de la Bourgogne-Franche-Comté et Climat de la Côte-d'Or.
En 2010, le climat de la commune est de type climat des marges montargnardes, selon une étude du Centre national de la recherche scientifique s'appuyant sur une série de données couvrant la période 1971-2000. En 2020, Météo-France publie une typologie des climats de la France métropolitaine dans laquelle la commune est exposée à un climat océanique altéré et est dans la région climatique Bourgogne, vallée de la Saône, caractérisée par un bon ensoleillement (1 900 h/an), un été chaud (18,5 °C), un air sec au printemps et en été et des vents faibles.
Pour la période 1971-2000, la température annuelle moyenne est de 10,2 °C, avec une amplitude thermique annuelle de 16,9 °C. Le cumul annuel moyen de précipitations est de 886 mm, avec 12,7 jours de précipitations en janvier et 8 jours en juillet. Pour la période 1991-2020, la température moyenne annuelle observée sur la station météorologique de Météo-France la plus proche, « Pouilly-en-Aux_sapc », sur la commune de Pouilly-en-Auxois à 16 km à vol d'oiseau, est de 10,7 °C et le cumul annuel moyen de précipitations est de 859,1 mm,. Pour l'avenir, les paramètres climatiques de la commune estimés pour 2050 selon différents scénarios d'émission de gaz à effet de serre sont consultables sur un site dédié publié par Météo-France en novembre 2022.

## Urbanisme

### Typologie
Au 1er janvier 2024, Agey est catégorisée commune rurale à habitat dispersé, selon la nouvelle grille communale de densité à 7 niveaux définie par l'Insee en 2022.
Elle est située hors unité urbaine. Par ailleurs la commune fait partie de l'aire d'attraction de Dijon, dont elle est une commune de la couronne,. Cette aire, qui regroupe 333 communes, est catégorisée dans les aires de 200 000 à moins de 700 000 habitants,.

### Occupation des sols
L'occupation des sols de la commune, telle qu'elle ressort de la base de données européenne d’occupation biophysique des sols Corine Land Cover (CLC), est marquée par l'importance des territoires agricoles (60,4 % en 2018), en diminution par rapport à 1990 (61,6 %). La répartition détaillée en 2018 est la suivante : terres arables (39,6 %), forêts (36,5 %), prairies (15,3 %), zones agricoles hétérogènes (5,5 %), zones urbanisées (3,2 %). L'évolution de l’occupation des sols de la commune et de ses infrastructures peut être observée sur les différentes représentations cartographiques du territoire : la carte de Cassini (XVIIIe siècle), la carte d'état-major (1820-1866) et les cartes ou photos aériennes de l'IGN pour la période actuelle (1950 à aujourd'hui).

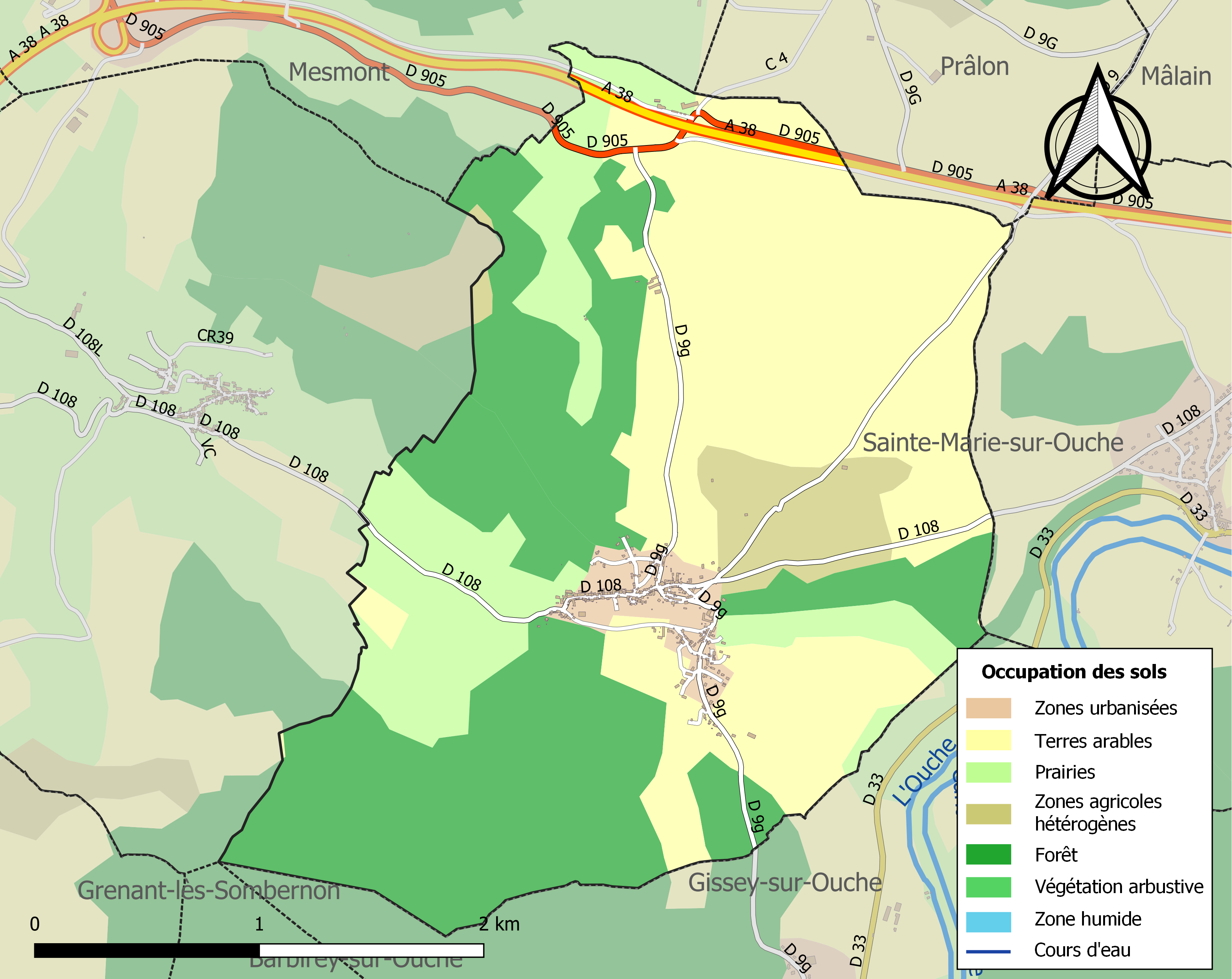
Carte des infrastructures et de l'occupation des sols de la commune en 2018 (CLC).

## Toponymie
Le nom de la localité est attesté sous la forme latine Garnerius de Ageio en 1131. On trouve Agé en 1150. La forme définitive du nom Agey fut adoptée en 1574. Selon Courtépée ce nom proviendrait de « Ageya ou Agia ». Agey pourrait dériver de l'anthroponyme romain Adius ou Ajus. Le Y de la fin du nom Agey, suffixe très utilisé d'origine gauloise, désigne un lieu, comme le mot « y » de la langue française.

## Histoire
Le village est situé le long d'une voie romaine d'importance locale, reliant Sainte Sabine et Châteauneuf à Mâlain.
Cette ancienne voie, aujourd'hui rue principale d'Agey, traverse la Sirène à l'extrémité ouest du village, au même endroit que la route actuelle. Elle prend de l'altitude de 317 à 454 m sur le versant nord du vallon de la Sirène par une longue diagonale régulière et se dirige vers Charmoy-les-Grenand.  Des vestiges gallo-romains, furent découverts à proximité de la voie, sous la colline Mont Rond. Les fouilles réalisées en cet endroit ont montré la présence de bassins alimentés par la seule source du versant et du vallon qui ne tarit pas, même par sécheresse. On peut évoquer l'hypothèse d'un ensemble religieux avec bassins et temples votifs en bordure de la voie. Il est peu probable que les constructions exposées plein nord sur cette pente importante aient été une villa romaine. La partie de la voie romaine qui va vers le nord, en direction de Prâlon et Mâlain a été redécouverte en premier, par l'abbé Chaume.
Godefroy, évêque de Langres (1139-1163), donne à l'abbaye de la Bussière les deux paroisses d'Agey et de Gissey avec leurs dépendances : Baume-la-Roche (Baulme-la-Roche) et la moitié de la paroisse de Remilly, et exempte les moines de toutes dîmes et exactions.

## Politique et administration

### Ancien Régime
- Jean Vivant Micault de Corbeton (10/05/1725-17/03/1794), président au Parlement de Bourgogne, seigneur d'Agey, Barbirey-sur-Ouche, Fleurey-sur-Ouche, Meilly-sur-Rouvres, Maconge, Pommard, Santenay, mort décapité.

### Liste des maires
| Période                                  | Période  | Identité           | Étiquette | Qualité |
| ---------------------------------------- | -------- | ------------------ | --------- | ------- |
| avant 1981                               | ?        | Marcel Mouillon    | DVD       |         |
| mars 2001                                | 2014     | Martin Dufour      |           |         |
| 2014                                     | En cours | Philippe Chatillon |           | Employé |
| Les données manquantes sont à compléter. |          |                    |           |         |

## Démographie
L'évolution du nombre d'habitants est connue à travers les recensements de la population effectués dans la commune depuis 1793. Pour les communes de moins de 10 000 habitants, une enquête de recensement portant sur toute la population est réalisée tous les cinq ans, les populations de référence des années intermédiaires étant quant à elles estimées par interpolation ou extrapolation. Pour la commune, le premier recensement exhaustif entrant dans le cadre du nouveau dispositif a été réalisé en 2008.

En 2022, la commune comptait 259 habitants, en évolution de −9,76 % par rapport à 2016 (Côte-d'Or : +0,82 %, France hors Mayotte : +2,11 %).
| 1793 | 1800 | 1806 | 1821 | 1831 | 1836 | 1841 | 1846 | 1851 |
| ---- | ---- | ---- | ---- | ---- | ---- | ---- | ---- | ---- |
| 308  | 360  | 308  | 424  | 441  | 462  | 448  | 449  | 457  |

| 1856 | 1861 | 1866 | 1872 | 1876 | 1881 | 1886 | 1891 | 1896 |
| ---- | ---- | ---- | ---- | ---- | ---- | ---- | ---- | ---- |
| 427  | 421  | 418  | 409  | 418  | 384  | 366  | 360  | 325  |

| 1901 | 1906 | 1911 | 1921 | 1926 | 1931 | 1936 | 1946 | 1954 |
| ---- | ---- | ---- | ---- | ---- | ---- | ---- | ---- | ---- |
| 322  | 290  | 265  | 252  | 240  | 208  | 201  | 179  | 155  |

| 1962 | 1968 | 1975 | 1982 | 1990 | 1999 | 2006 | 2008 | 2013 |
| ---- | ---- | ---- | ---- | ---- | ---- | ---- | ---- | ---- |
| 154  | 162  | 156  | 152  | 208  | 258  | 269  | 272  | 295  |

| 2018 | 2022 | - | - | - | - | - | - | - |
| ---- | ---- | - | - | - | - | - | - | - |
| 268  | 259  | - | - | - | - | - | - | - |

## Économie
Le village s'est développé comme village viticole du XVIIe au XIXe siècle, L'exode rural conséquence de la révolution industrielle commence à réduire la population à la fin du XIXe.
Le phylloxéra et les conséquences démographiques de la guerre de 1914-1918 mettent fin à la place prépondérante de la culture de la vigne.
L'unique activité industrielle de la commune est une menuiserie.
La commune est traversée par la double ligne à très haute tension Génissiat-Paris.

## Culture locale et patrimoine

### Lieux et monuments
- Montfeulson 537 m, la colline qui domine le village[21].
- Murgers, pierres en tas parfois avec parements, ou en murs, en bordure d'anciennes parcelles de vignes ou autres.
- Cabottes, cabanes en pierre sèche sur d'anciennes parcelles viticoles ou dans des zones plus hautes où étaient gardés les troupeaux. Elles ont été étudiées par Henri Dufour[22].
- Château d'Agey.
- Église Saint-Martin.

### Randonnées à Agey
Agey possède un réseau très dense de sentiers de randonnées. On distingue plusieurs secteurs.
Montfeulson
La montagne offre une dénivelée de 200 m environ.
Les sentiers étroits - comme dans les Alpes - offrent des parcours variés sur les trois versants de la montagne aux paysages très différents (orientation E, SW, N). Les sentiers sont tous reliés, ce qui permet une grande combinaison de parcours, de durée variée.
Principaux sentiers :
Sentier Chatminou qui part de l'ancien réservoir d'eau et monte au sommet du Montfeulson par une diagonale sur le versant SW. Le sentier longe un ancien murger sur la moitié de son parcours.
Sentier Sat qui part de l'ancien réservoir d'eau, monte par des lacets en versant S, puis à mi-pente par une liaison presque horizontale en versant E, monte en lacets au sommet du Montfeulson dans la hêtraie en versant E, Le sentier Sat poursuit en redescendant en versant N vers le sentier rouge.
Sentier Rouge qui part de l'extrémité W du village et monte au col entre le Montfeulson et la Montagne de Remilly. Le sentier alterne raidillons, lacets faciles et longe une belle zone rocheuse de faille.
Sentier du Montfeulson qui part de l'ancien réservoir d'eau et monte au sommet du Montfeulson par une diagonale sur le versant E. La partie basse du sentier qui a été détruite par la construction d'une piste d'exploitation forestière sera avantageusement remplacée par la variante qui utilise une partie du sentier Chatminou sur environ 250 m. La partie finale avant le sommet emprunte également le sentier Chatminou, juste après avoir rejoint le sentier rouge.
Sentier de la Montagne qui part de l'extrémité du chemin de Dameron et monte à la croix de Baumotte 514 m, col entre le Montfeulson et la Montagne de Remilly, en rejoignant le sentier rouge dans le haut. Sentier muletier en diagonale en versant SW du Montfeulson
Sentier des Cabottes, C'est un sentier à thème, balisé et à plusieurs variantes qui relie les cabottes du Montfeulson.
Vallon d'Agey à Rémilly
Plusieurs chemins et sentiers entre les deux villages permettent des allers-retours ou des parcours en boucle.
Chemin des vignes, large chemin à faible dénivelée, au pied du versant SW du Montfeulson. Part de l'extrémité du chemin de Dameron.
Sentier de la source, sentier parallèle au chemin des vignes un peu plus haut (50 m) sur le versant SW du Montfeulson.  Part de l'extrémité du chemin de Dameron. Le début du parcours est commun avec le chemin des Vignes.
Sentier des carrières, sentier parallèle au sentier de la source un peu plus haut (50 m) sur le versant SW du Montfeulson.  Part de l'extrémité du chemin de Dameron. Le début du parcours est commun avec le sentier de la sources. Le sentier rejoint la route en terre qui monte de Rémilly à la Croix de Baumotte, au niveau de la cabane des chasseurs de Remilly.
Ancienne voie romaine, sous le Mont Rond
Sentier de la source de Têt et du Mont Rond, Montée de la sortie W d'Agey au point 450 m avant la source de têt (140 m de dénivelée), montée dans la combe derrière le Mont Rond et remontée sur le versant Mont Rond de la combe, traversée horizontale de la hêtraie sur le versant NE du Mont Rond (altitude environ 500 m), descente sur le moulin de Remilly.
Forêt de Veluze
Campagne entre le village et l'Ouche

### Personnalités liées à la commune
- Judith-Jeanne d'Agey (1593-1673), abbesse de l'abbaye Notre-Dame-de-l'Assomption de Prâlon,
- Jean-Étienne Guettard (1715-1786), académicien, séjourna au château.

### Héraldique
| Blason de Agey | Blason  | D'azur à la croix patriarcale nillée d'argent, au chef d'argent chargé de trois monts de trois coupeaux isolés de sinople. |
| Blason de Agey | Détails | Le blason est très récent. Le statut officiel du blason reste à déterminer.                                                |